# Louis de Saint-Just
Antoine-Louis-Léon de Saint-Just (25. august 1767 – 28. juli 1794) var en fransk politiker og forfatter. Sammen med Maximillien Robespierre var han en af hovedmændene bag Terrorregimet. Han blev selv offer for guillotinen i 1794.
Saint-Just blev født i Décize nær ved Nevers og var søn af en rytterofficer. Han skrev 1789 et anonymt digt, Organt, au Valican, der viser løs moral og stor letsindighed. Men gennem studiet af oldtiden formedes hans livssyn i beundring for spartanerne, romerne og stoikerne.
Rousseaus tanker greb ham, og Rousseaus ideale stat beskrevet i Du contrat social kom til at stå for ham som det politiske mål. Da han blev medlem af Nationalkonventet 1792, sluttede han sig straks til Bjerget og mest af alle til Robespierre (kaldet "den ubestikkelige"), hans ideal af en statsmand. De to mænd lignede også hinanden meget i karakter, men i handlekraft og mod overgik Saint-Just langt Robespierre.
Som politiker vakte han først opmærksomhed under processen mod Ludvig 16.. Han så helt bort fra Forfatningen af 1791 og fordrede Ludvig straffet med døden som folkets fjende og forbryder mod folkeretten og forlangte henrettelsen fuldbyrdet uden opsættelse eller appel til folket.
Snart steg hans indflydelse, og hertil bidrog meget hans ydre. Han var en statelig og smuk mand med sorte øjne, højtidelig og fornem af væsen og tilstræbte altid at tale fyndigt og knapt. Camille Desmoulins sagde ironisk om Saint-Just, at han bar sit hoved, som det var det højærværdige sakramente. Hans politiske stræben gik ud på at samle magten under konventets eneherredømme, at holde styrelsen i departementerne under streng opsigt og slå al partidelingens ånd ned. Derfor virkede han ivrigt for at få styrtet gironden, Jacques Hébert og Georges-Jacques Danton.
Både som medlem af Velfærdskommiteen og som konventskommissær forfulgte han med kraft sin tanke om al magtens samling hos centralmyndigheden i Paris. Det skyldtes i høj grad ham, at hæren gik sejrrig frem på Frankrig nord- og nordøstgrænse. Han tålte som konventskommissær ingen modstand hos soldaterne, knyede de, blev de skudt, selve Lazare Hoche lod han fængsle flere måneder på grund af en meningsforskel, og over for Frankrigs fjender var ban ubønhørlig.
Maj 1791 var han blevet sendt op til Meuse-Sambre-hæren og æggede her hæren til ny sejre; men da kaldte Robespierre ham tilbage som hjælper i kampen imod konventet. Saint-Just forfattede i natten mellem 8. og 9. Thermidor en forsvarstale for Robespierre for at forsvare hans angreb på fædrelandsforræderne blandt konventsmedlemmerne. Men da han næste dag ville holde sin tale, blev han afbrudt og revet med i undergangen; sammen med Robespierre blev han dømt fredløs og henrettet 10. thermidor år II (28. juli 1794).